# If Everyone Cared
«If Everyone Cared» es una canción de la banda de rock canadiense Nickelback, lanzado a través de Roadrunner Records el 13 de noviembre de 2006 como el sexto sencillo de su quinto álbum de estudio All the Right Reasons (2005). La canción debutó en el puesto n.° 50 de la lista de Billboard Hot 100 de Estados Unidos a finales de enero de 2007 y ascendió al n.° 17. La canción también alcanzó el n.° 1 en la lista de Billboard Adult Top 40.
Se anunció que el 100 % de todas las ventas digitales de la canción se donarán a las organizaciones benéficas Amnistía Internacional y la International Children's Awareness Canada.

## Video musical
El vídeo de la canción fue dirigido por Dori Oskowitz y producido por Justin Cronkite. Muestra a la banda interpretando la canción en un estudio, intercalado con imágenes antiguas y fotografías que representan a líderes mundiales famosos. Esos líderes son, en orden: Bob Geldof, el fundador de Live Aid, Betty Williams, premio Nobel de la Paz, y Nelson Mandela, quien puso fin al movimiento del apartheid en Sudáfrica. Sus historias también se muestran en texto durante sus respectivas escenas. Otra escena se centra en la formación de Amnistía Internacional. El vídeo termina con la banda terminando la canción y empacando, y luego se muestra más imágenes de Williams, seguidas de una cita de Margaret Mead.

## Posicionamiento en lista
| Lista (2006–2007)                           | Mejor posición |
| ------------------------------------------- | -------------- |
| Alemania (Offizielle Deutsche Charts)       | 21             |
| Australia (ARIA)                            | 32             |
| Austria (Ö3 Austria Top 40)                 | 12             |
| Bélgica (Flandes) (Ultratip Bubbling Under) | 7              |
| Canadá (Canadian Hot 100)                   | 7              |
| Canadá (CHR/Top 40)                         | 7              |
| Canadá (Hot AC)                             | 2              |
| Canadá (Canada Rock)                        | 15             |
| Eslovaquia (Rádio Top 100)                  | 9              |
| Estados Unidos (Billboard Hot 100)          | 17             |
| Estados Unidos (Adult Contemporary)         | 17             |
| Estados Unidos (Adult Top 40)               | 1              |
| Estados Unidos (Mainstream Rock)            | 37             |
| Estados Unidos (Mainstream Top 40)          | 8              |
| Países Bajos (Mega Single Top 100)          | 99             |
| Russia Airplay (TopHit)                     | 26             |
| Suiza (Schweizer Hitparade)                 | 19             |